# Zuckerrohr
Zuckerrohr (Saccharum officinarum) ist eine Pflanze aus der Familie der Süßgräser (Poaceae) und wird dort der Unterfamilie Panicoideae mit etwa 3270 weiteren Arten zugeordnet. Ihr Ursprung liegt in Ostasien, heute wird sie aber in allen klimatisch geeigneten Regionen angebaut. Die Pflanze ist der wichtigste Rohstofflieferant für die Herstellung von Haushaltszucker (Saccharose) und in wachsendem Maße auch für die Herstellung von Bioethanol.

## Beschreibung
Zuckerrohr ist eine einkeimblättrige Pflanze (Monokotyledone) mit dem für Poaceae typischen, grasartigen Erscheinungsbild. Die Halme haben einen Durchmesser von 20 bis 45 mm und erreichen eine Höhe von 3 bis 6 Metern. Das Zuckerrohr besitzt Rhizome. Die rispenförmigen Blütenstände werden 40 bis 60 cm lang. Die Früchte sind klein und nur etwa 1,5 mm lang.
Die Chromosomenzahl beträgt 2n = 80, aber auch 30, 40, 48, 50, 54, 60, 64, 68, 72, 88, 96, 108 oder 120.

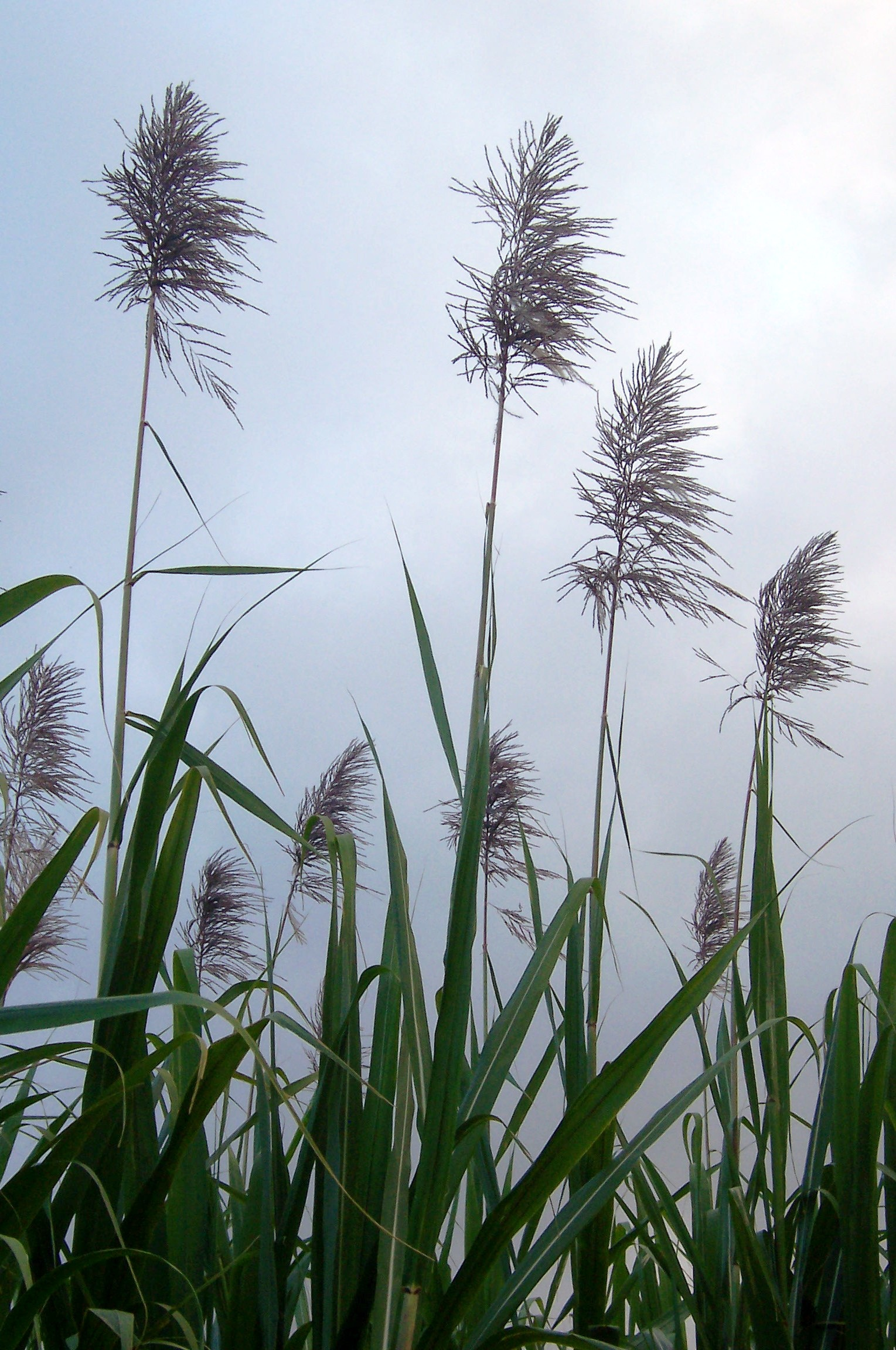
Zuckerrohr (Saccharum officinarum)

## Geschichte

### Anfänge
Die Geschichte der Nutzung des Zuckerrohrs als Zuckerlieferant begann um das 5. Jahrhundert v. Chr. im ostasiatischen Raum, der auch als Ursprung der Pflanze gilt. Als ursprüngliche Herkunftsgebiete werden der Malaiische Archipel, aber auch Neuguinea und China angegeben, die genaue genetische Herkunft ist jedoch unklar.
Durch Handel gelangte diese Pflanze um das 1. Jahrhundert n. Chr. allmählich in den Nahen Osten. Zur selben Zeit erwähnt der römische Autor Plinius der Ältere, dass arabischer und indischer Zucker in der Medizin Verwendung fand. Man erkannte auch, dass der aus dem ursprünglichen Saft kristallisierte Zucker (lateinisch saccharum und mittellateinisch zuccarum oder zucarum) viel länger haltbar und leichter zu transportieren ist. Araber verbreiteten auf ihren Expansionszügen die Kultur des Zuckerrohranbaus entlang der Ränder des Mittelmeeres u. a. bis nach Marokko und Sizilien. Ihnen gelang, dank ausgefeilter Technologien, der Anbau im für eine tropische bzw. subtropische Pflanze sehr weit nördlich gelegenen Zentralspanien.
Westeuropa lernte den Zucker als Genussmittel im Gefolge der Kreuzzüge kennen. Die Kreuzritter übernahmen in den von ihnen eroberten und besetzten Gebieten die Kontrolle über den Anbau des Zuckerrohrs. Venezianische Kaufleute begannen bald darauf, Zuckerunternehmungen in der Nähe von Tyrus, auf Kreta und Zypern zu installieren. Zu einem massiven Einbruch in der Zuckerproduktion im Mittelmeerraum kam es infolge der Pestepidemie im späten Mittelalter. Wahrscheinlich war diese Krise ausschlaggebend für den späteren Einsatz von Sklaven bei der Intensivierung des aufwändigen Zuckerrohranbaus. Nordafrika, Europa und der Mittlere Osten wurden jahrhundertelang mit Zucker aus dem Mittelmeerraum beliefert; die dortigen Produktionsstätten verloren erst an Bedeutung, als die in der Neuen Welt entdeckten, für den Anbau klimatisch besser geeigneten Gebiete die Vorherrschaft übernahmen.
Bereits auf seiner zweiten Reise im Jahr 1493 brachte Christoph Kolumbus Zuckerrohrstecklinge auf die Karibikinsel Hispaniola. Die Portugiesen brachten es auch nach Westafrika in die Bucht von Benin. Wegen der schwierigen Verarbeitung war Zucker um diese Zeit aber noch immer sehr rar und für den normalen Bürger nicht erschwinglich. Bis zur Züchtung der Zuckerrübe aus der Runkelrübe Mitte des 18. Jahrhunderts blieb das Zuckerrohr die einzige Rohstoffquelle zur Zuckergewinnung.

### Plantagenwirtschaft in der Karibik und in den USA
Nach der Einfuhr der ersten Zuckerrohrschösslinge durch Kolumbus entwickelte sich die Karibik seit dem 16. Jahrhundert zur Hauptanbauregion für Zuckerrohr und der Rohrzucker zum wichtigsten Exportartikel der europäischen Karibik-Kolonien. Der Anbau von Zuckerrohr setzte eine enorme Nachfrage nach Arbeitssklaven in Gang. Europäische Sklavenhändler tauschten an der westafrikanischen Küste Manufakturwaren (Gewehre, Alkohol, Stoffe usw.) gegen Sklaven und verkauften diese in der Karibik. Man geht davon aus, dass zwischen 10 und 15 Millionen Afrikaner im Zuge des atlantischen Sklavenhandels nach Amerika verschleppt wurden. Das Interesse Frankreichs am karibischen Zuckerrohrgeschäft war so groß, dass es 1763 seine territorialen Ansprüche in Kanada aufgab, um von den Briten im Gegenzug als Mutterland der Inseln Guadeloupe, Martinique und St. Lucia anerkannt zu werden. „Wie mächtig die Zuckerpartei war, zeigt sich darin, dass die Nationalversammlung in Paris am 20. März 1790 die Geltung der während der Französischen Revolution ausgerufenen allgemeinen Menschenrechte aufs Mutterland beschränkte.“ Aus den gleichen Gründen verzichteten die Niederlande, um ihre Herrschaft in Suriname zu sichern, auf die Rückgabe ihrer nordamerikanischen Kolonie Nieuw Nederland durch England.
Verantwortlich für die Einführung des Zuckerrohranbaus auf dem nordamerikanischen Festland waren die Franzosen, die die Pflanze zu Beginn des 18. Jahrhunderts in ihre Kolonie Louisiana brachten. Die Pflanzer begannen allerdings erst ab den 1750er Jahren, sich dafür zu interessieren. Viele von ihnen waren 1804 aus Saint-Domingue geflohen. Im Zeitraum von 1796 bis 1800 stellten sich in Louisiana, wo bis dahin vor allem Tabak und Indigo angebaut wurde, mindestens 60 Plantagen auf Zuckerrohr um. In dieser Zeit bescherte die Pflanze ihren Anbauern erstmals Reichtum, und in den 1810er und 1820er Jahren wurde sie zu einem Hauptanbauprodukt von Louisiana. Dieses war inzwischen Teil der Vereinigten Staaten und bis zum Sezessionskrieg (1861–1865) bedeutendster nationaler Zuckerrohranbauer. Louisiana war für den Zuckerrohranbau eigentlich wenig geeignet, und die Pflanze gedeiht tatsächlich nur in einigen Teilen im Süden des Bundesstaates. Nach dem Ende des Amerikanischen Unabhängigkeitskrieges (1775–1783) und der Anerkennung der USA durch Großbritannien waren der Unternehmungsgeist der Pflanzer und die Zahl der verfügbaren Sklaven hier jedoch so groß, dass dieser Nachteil leicht ausgeglichen werden konnte. Anders als auf den Baumwollplantagen, wo Frauen im selben Umfang eingesetzt wurden wie Männer, legten die Zuckerpflanzer Wert auf junge männliche Arbeitskräfte. Die Arbeit auf den Zuckerrohrplantagen war außerordentlich hart und die Lebenserwartung der hier beschäftigten Sklaven war gering. Auf eine relativ kurze Wachstumsperiode, die allerdings ständige Fürsorge verlangte, folgte die Mahl-, Koch- und Reinigungssaison, in der die Sklaven fast rund um die Uhr arbeiten mussten. Mechanisiert wurden diese Prozesse erst seit der Mitte des 19. Jahrhunderts. In Florida, das neben Louisiana heute das zweite wichtige Zuckerrohranbaugebiet der USA ist, begann der Zuckerrohranbau großen Stils erst nach dem Sezessionskrieg.

## Wirtschaftliche Bedeutung

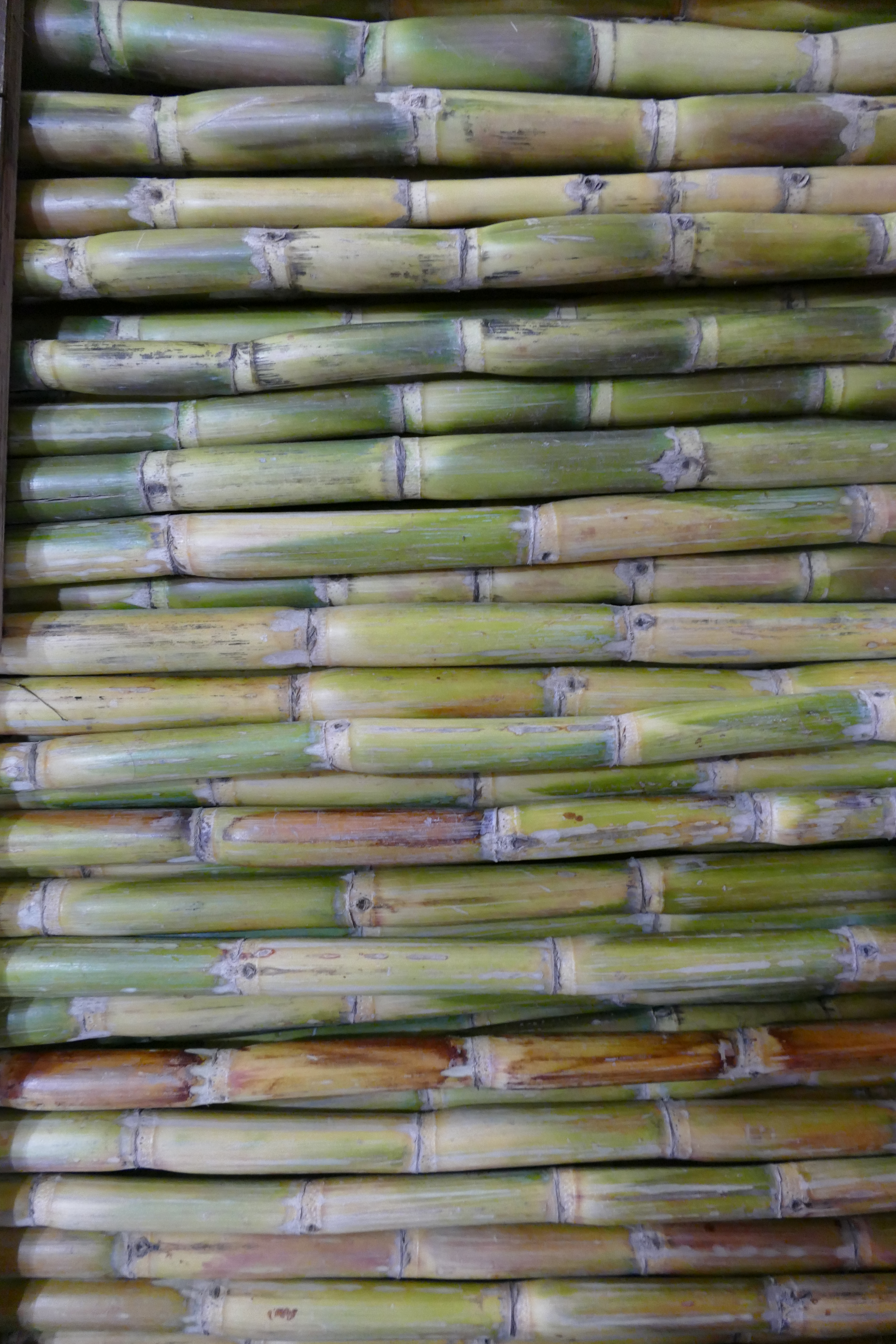
Gestapeltes Zuckerrohr in Hyderabad, Indien

Zuckerrohr wird in den Tropen und Subtropen angebaut und stellt etwa 70 % der gesamten Zuckerproduktion. Zuckerrohr ist die Nahrungspflanze mit der weltweit größten Erntemenge.

### Hauptproduzenten
Laut FAO wurden 2023 weltweit 2.022.051.167 Tonnen Zuckerrohr geerntet. Damit sind Zuckerrohr und Mais die einzigen Nahrungspflanzen, deren jährliche Erntemengen über einer Milliarde Tonnen liegen.
Die 20 Hauptanbauländer haben zusammen nach dem Umfang ihrer Produktion 93,5 % der Ernte eingebracht. Dies sind:
| Rang | Land                | Menge (in t) |    | Rang             | Land          | Menge (in t) |
| ---- | ------------------- | ------------ | -- | ---------------- | ------------- | ------------ |
| 1    | Brasilien           | 782.585.836  | 11 | Guatemala        | 26.409.752    |              |
| 2    | Indien              | 490.533.351  | 12 | Philippinen      | 21.650.938    |              |
| 3    | Volksrepublik China | 104.565.500  | 13 | Südafrika        | 17.944.000    |              |
| 4    | Thailand            | 93.981.770   | 14 | Argentinien      | 15.436.339    |              |
| 5    | Pakistan            | 87.637.669   | 15 | Ägypten          | 15.269.137    |              |
| 6    | Mexiko              | 55.977.193   | 16 | Vietnam          | 11.843.773    |              |
| 7    | Indonesien          | 34.700.000   | 17 | Myanmar          | 11.220.886    |              |
| 8    | Australien          | 32.589.391   | 18 | Bolivien         | 10.307.309    |              |
| 9    | Kolumbien           | 29.897.180   | 19 | Peru             | 10.087.751    |              |
| 10   | Vereinigte Staaten  | 28.669.280   | 20 | Iran             | 8.599.516     |              |
|      |                     |              |    | Top Twenty       | 1.889.906.571 |              |
|      |                     |              |    | restliche Länder | 132.144.596   |              |

### Handel
Rohrzucker kann auf dem Weltmarkt billiger als Rübenzucker angeboten werden. In der EU war er lange Zeit wegen der Europäischen Zuckermarktordnung, welche den heimischen Markt durch Zölle, Quoten und Subventionen schützen sollte, nicht gegen den in der EU produzierten Rübenzucker konkurrenzfähig. Die Welthandelsorganisation (WTO) verordnete 2004 eine allmähliche Öffnung des europäischen Marktes, was zu einer weiteren Zunahme der Bedeutung von Rohrzucker führte.
Von 2000 bis 2010 nahm die jährliche Weltzuckerernte (also aus Zuckerrohr und Rübe) von nahezu 1,4 Milliarden Tonnen um etwa 30 % auf 1,77 Milliarden Tonnen Rohwert (Zucker) zu. Dabei stieg vor allem die Erzeugung von Zuckerrohr von 1,25 Milliarden Tonnen (2000) auf 1,9 Milliarden Tonnen (2020); die Erzeugung von Zuckerrüben (Zuckergehalt etwa 20 %) sank zunächst seit dem Höchststand im Jahr 1989 mit einer Produktion von 314 Millionen Tonnen auf 250 Millionen Tonnen 2000 und stieg danach auf 279 Millionen Tonnen im Jahr 2020 an.

## Anbau und Ernte

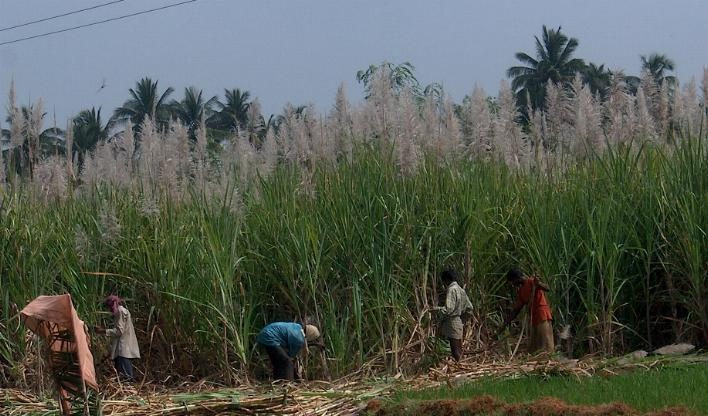
Zuckerrohr-Ernte ohne Maschinen

Zuckerrohr wächst in subtropischen und tropischen Klimaten. Um ordentlich gedeihen zu können, braucht das anspruchslose Zuckerrohr Temperaturen zwischen 25 und 30 °C – ist es kälter, verlangsamt sich das Wachstum, unter 15 °C wächst die Pflanze nicht mehr. Der Wasserbedarf der Pflanze ist sehr hoch – es darf aber nicht stehen, da sonst die Pflanze fault. Es sind also hügelige Anbaugebiete vorteilhaft.
Die Anpflanzung des Zuckerrohrs geschieht über Stecklinge. Halmstücke aus dem unteren Bereich der „Zuckerrohrhalme“, die zwei bis vier Knoten aufweisen, werden verwendet. Je nach Technisierungsgrad werden sie entweder manuell oder maschinell reihenweise dicht hintereinander in den Boden gelegt und angehäufelt, sodass die Halmstücke leicht mit Erde bedeckt sind. Der Reihenabstand beträgt 1,2 bis 1,5 m. Innerhalb der Reihe wird der Abstand so gewählt, dass letztlich 15.000–20.000 Stecklinge pro Hektar gesetzt werden. Nach ein bis zwei Wochen treiben die Stecklinge aus, das heißt, sie bilden Wurzeln und treiben an den Augen (Knospe) neue Halme (Rohre) aus. Rund 3 bis 6 Monate Wachstumszeit benötigt der Bestand bis zum Reihenschluss.

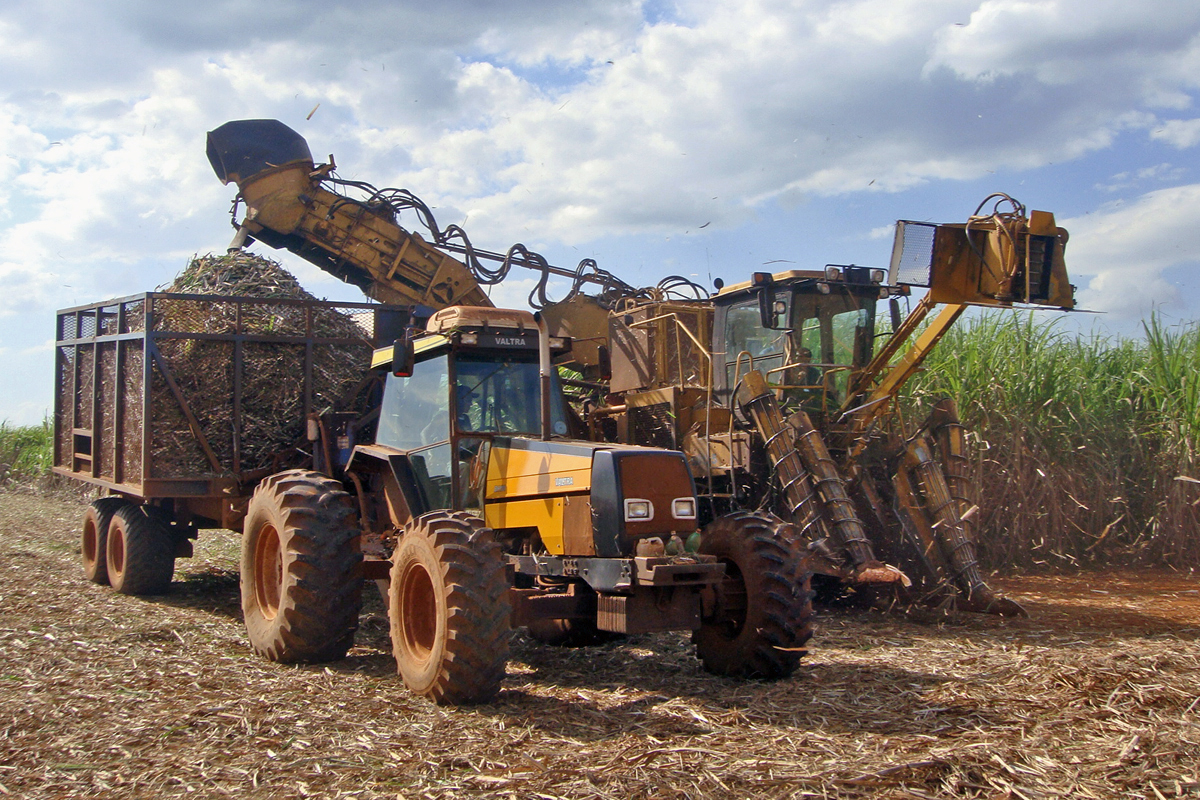
Zuckerrohrernte mit Maschinen

Die erste Ernte, das Schneiden des Rohrs, kann 9 bis 24 Monate nach dem Auspflanzen erfolgen. Der Erntezeitpunkt richtet sich nach Zuckergehalt und Reifegrad. Die Halme werden direkt über dem Boden abgeschnitten und am oberen Ende der zuckerlose Blattapparat entfernt. Dies geschieht häufig noch per Hand oder aber mit Zuckerrohrerntemaschinen. Die „Halmstümpfe“ schlagen wieder aus und nach weiteren 12 Monaten kann die nächste Ernte geschnitten werden. Ein Zuckerrohrbestand kann bis zu acht Mal beerntet werden. In Indien beträgt die Nutzungsdauer z. B. zwei Schnitte, in Thailand drei, in Brasilien dagegen fünf Schnitte. Eine Zuckerrohrpflanze kann bis zu 20 Jahre alt werden.
Die Ernte des Zuckerrohrs erfolgt weltweit zu verschiedenen Zeiten, die in einer Übersicht auf der Homepage der World Association of Beet and Cane Growers (WABCG) dargestellt sind.
Die Arbeitsbedingungen auf den Zuckerrohrfeldern sind teilweise problematisch. Häufig werden Kinder als Arbeitskräfte eingesetzt; geringe Bezahlung ist in den Regionen des Zuckerrohranbaus generell üblich. Brasilianische Plantagenarbeiter bekommen etwa 1,4 Reais (ca. 0,60 € – Stand Juni 2007) pro gehackter Tonne Zuckerrohr. Die Tagesleistung liegt bei guten Arbeitern bei circa 15–20 Tonnen.

### Erntemethode im Wandel

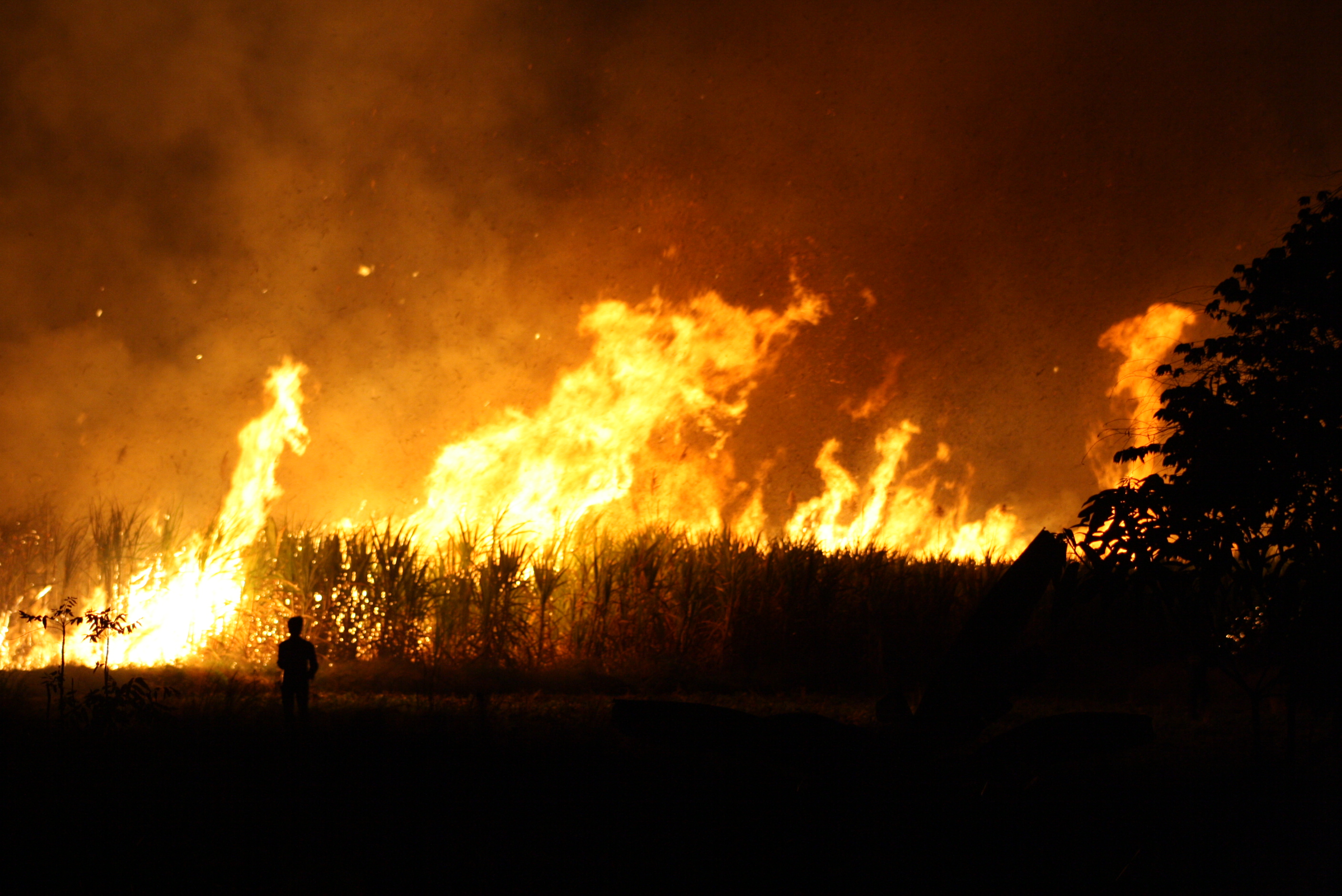
Brennendes Zuckerrohrfeld in Thailand

Noch heute (2019) werden weltweit vor der Ernte des Zuckerrohres viele Felder abgebrannt. Vor allem Bauern, die nicht mit Maschinen, sondern mit Erntehelfern arbeiten, lassen ihre Zuckerrohrfelder am Vorabend der Ernte abbrennen. Dadurch werden das bei der Ernte störende Unkraut, das verwelkte Blattwerk und Mücken verbrannt. Zurück bleiben die Zuckerstangen, was die Arbeit der Erntehelfer erleichtert. Die Brandasche wird durch die Thermik weit in den Nachthimmel hochgewirbelt. Entsprechend der Windrichtung werden dann ganze Landstriche mit herabrieselnder Asche („schwarzer Schnee“) eingedeckt. Die Biomasse, die sonst als Brennmaterial oder zur Energiegewinnung in der Industrie oder in Kraftwerken genutzt werden könnte, wird somit verschwendet. Zusätzlich sorgt diese Methode für erhebliche Feinstaubbelastungen vor Ort.
Beispielsweise liegen in Thailand die Grenzwerte für Feinstaub für die gesundheitsgefährdenden Schadstoffe PM2,5 bei einem Tagesmittelwert von 50 μg/m³ (Mikrogramm pro Kubikmeter) und für PM10 bei 120 μg/m³. Obwohl beide Werte 2,5-mal höher sind als die Empfehlungen der Weltgesundheitsorganisation (WHO), werden diese jedes Jahr zur Zuckerernte um bis das Dreifache überschritten. In der Erntezeit 2018 erreichte Chiang Mai einen Spitzenwert der PM10 von 385 μg/m³.
Die Gesetzgeber und Umweltverbände gehen überall gegen die Methode des Abbrennens vor. So ist es zum Beispiel in Thailand bereits seit Jahren gesetzlich verboten. Trotzdem wurden vor der Ernte 2016 wieder ganze Landstriche abgebrannt.

## Nutzung

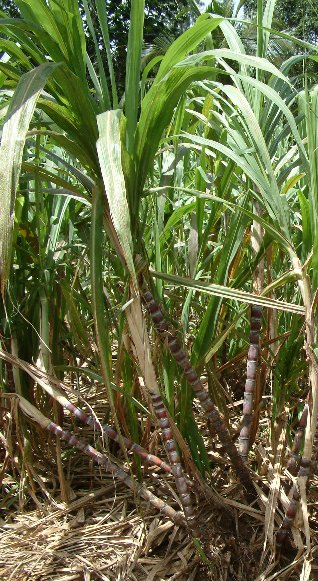
Zuckerrohr-Pflanze (Saccharum officinarum)

Zuckerrohr wird hauptsächlich für die Gewinnung von Zucker genutzt. Aus dem Rohr wird der Zuckersaft gepresst. Als Nebenprodukt bleibt der faserige Anteil zurück, die Bagasse, die ebenfalls Verwendung findet. Daneben wird auch die komplette Pflanze bzw. Pflanzenteile und -anteile für verschiedene Zwecke eingesetzt.

### Zuckersaft
Im Zuckerrohr finden sich Zucker – überwiegend Saccharose – mit einem Anteil im Mark von 10 bis 20 %, bei guter Witterung ggf. auch noch mehr.
Der durch Pressen gewonnene Zuckersaft wird durch Kristallisation und Raffination zu Rohrzucker verarbeitet. Neben der Erzeugung des industriellen Zuckers ist Zuckerrohrsaft, frisch gepresst und gekühlt, auch zur Herstellung von Getränken beliebt. In Kuba oder Spanien wird Zuckerrohrsaft als guarapo, in Brasilien als caldo de cana oder garapa bezeichnet. In den arabischen Ländern heißt dieses Getränk قصب qaṣab, dialektal (z. B. in Ägypten und der Levante) ʾaṣab.
Auch verschiedene Spirituosen werden aus dem Saft erzeugt. In Paraguay wird aus dem vergorenen Zuckerrohrsaft ein Schnaps gebrannt, der nach Zusatz von Zuckerkulör bzw. Karamell als caña bezeichnet wird. In Kolumbien wird aus Anis und Zuckerrohr Aguardiente gebrannt. In Brasilien basiert der Cocktail Caipirinha auf dem Zuckerrohrschnaps Cachaça.
Rum dagegen wird meist aus der Zuckerrohr-Melasse, dem immer noch zuckerhaltigen Restsirup, der bei der Zuckerproduktion übrigbleibt, hergestellt. Anders ist dies beim in den französischen Übersee-Départements hergestellten Rhum Agricole, der aus dem frisch gepressten Zuckerrohr hergestellt wird.
Eine stark wachsende Bedeutung hat Bioethanol aus Zuckerrohr als Kraftstoff bzw. Biokraftstoff. Dieser wird, wie die Zuckerrohrspirituosen, durch Fermentation von Zucker im Zuckerrohrsaft oder der Melasse zu Alkohol umgesetzt. Bei der anschließenden Destillation wird daraus fast reiner Alkohol gewonnen, der in bestimmten Verbrennungsmotoren (Flexible Fuel Vehicle) nutzbar ist.
Beispielsweise werden in Brasilien jährlich ungefähr 16 Milliarden Liter Ethanol produziert und zum großen Teil als PKW-Kraftstoff, aber auch für Flugzeuge, wie dem propellerbetriebenen Agrarflugzeug Embraer EMB 202A, genutzt.

### Bagasse

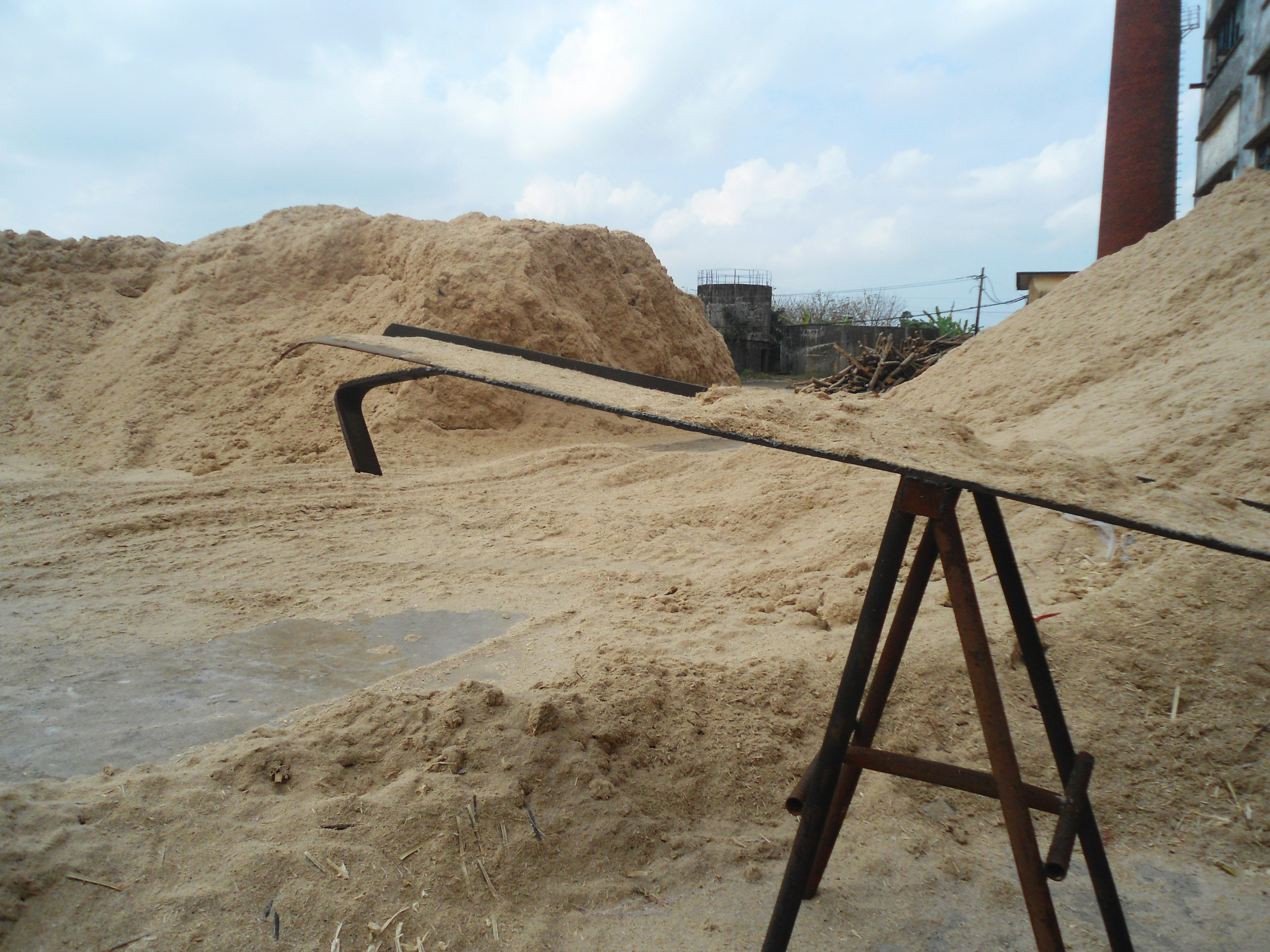
Bagasse-Lagerplatz einer Zuckerfabrik in Hainan, China

Die bei der Zuckersaftgewinnung zurückbleibende Bagasse wird zu etwa 30 % als Brennstoff innerhalb der Zuckerproduktion zur Bereitstellung von Wärme und Strom genutzt. Die restlichen 70 % werden in verschiedenen Bereichen als Rohstoff verwendet:
- Brennstoff zur Energiegewinnung (Elektrizität);[22] die Insel Mauritius erzeugt 30 % ihrer elektrischen Energie durch die Verbrennung von Bagasse
- als Brennstoff im Haushalt, z. B. als Brikett
- wegen des hohen Zellulosegehalts als Grundstoff zur Herstellung von Papier, Kartonagen und Verpackungsmaterialien, aber auch in der Automobilindustrie, beispielsweise für Türverkleidungen
- Teller, Schalen und sogar Becher für Heißgetränke können hergestellt werden, sind wasserdicht und biologisch abbaubar[23]
- in der chemischen Industrie als Basis zur Herstellung von Furfural und anderen Chemikalien.
- Während des Fabrikationsprozesses wird dem erhitzten Zuckersaft Kalk zugesetzt. Dadurch werden Verunreinigungen ausgefällt. Der anfallende Schlamm wird nach ein bis zwei Jahren Lagerung an die Farmer verkauft. Auf den Feldern verteilt dient dieser der natürlichen Bodenverbesserung.[24]

### Pflanze

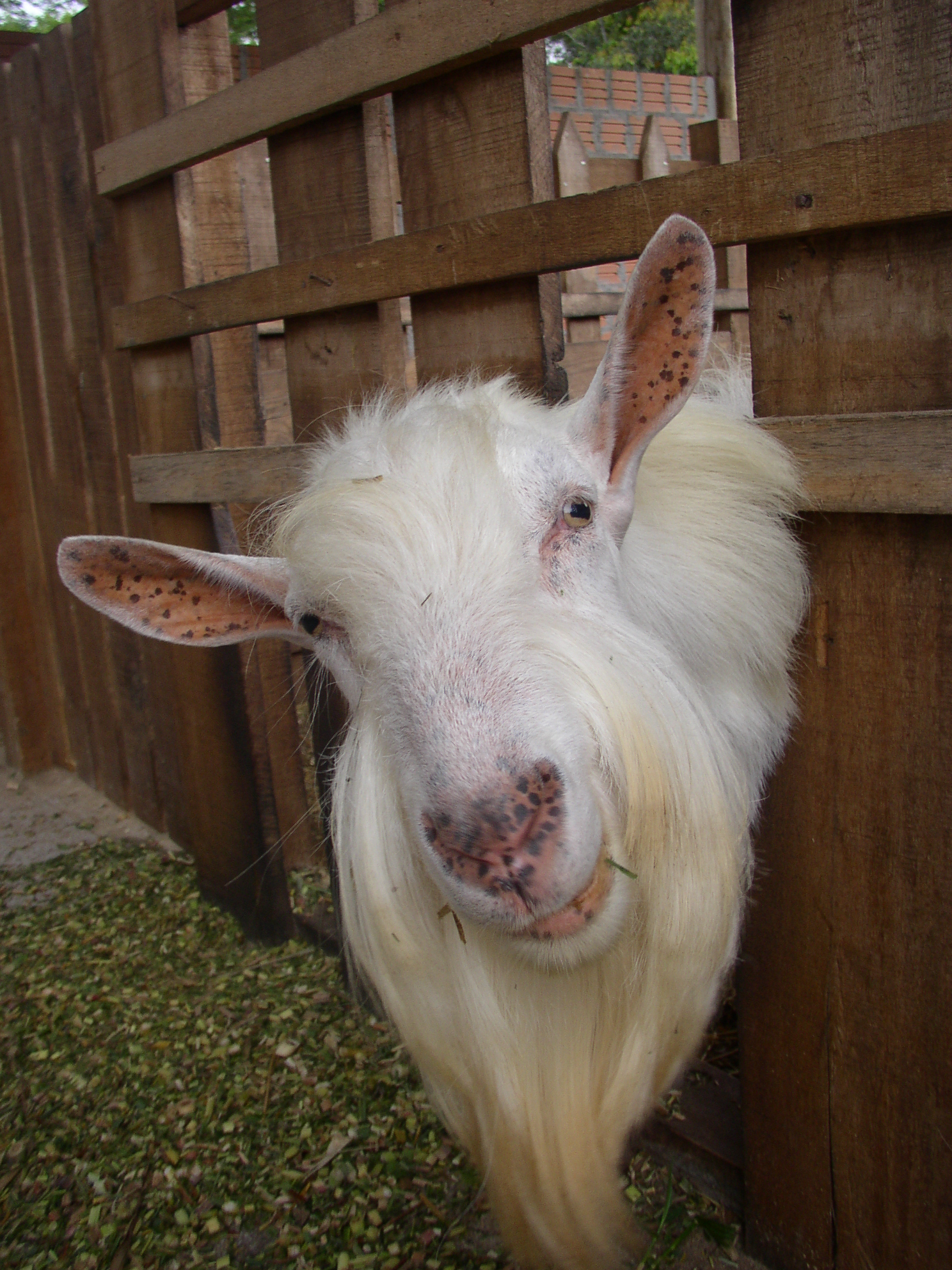
Zuckerrohrhäcksel als Ziegenfutter, Ort: Tijucas, Brasilien

In gehäckselter Form ist Zuckerrohr ein wichtiges Viehfutter für Wiederkäuer wie Schafe, Ziegen und Rinder.
Zuckerrohr war berühmt für seine zahnpflegenden Eigenschaften. In alten Reiseberichten aus dem 19. Jahrhundert wurde immer wieder beschrieben, was für ausgezeichnete Zähne die Plantagenarbeiter oder indigene Bevölkerung hätten, was auf das Kauen des Zuckerrohrs zurückgeführt wurde. Es erscheint paradox, dass eine zuckerhaltige Pflanze zahnpflegende Effekte hat – dies ist wohl auf die „Bürstenfunktion“ der rauen Pflanzenteile zurückzuführen. Da das frische Rohr nicht sehr lange haltbar ist, geriet dieser Aspekt der Pflanze wieder in Vergessenheit. In ländlichen Gegenden wird allerdings weiterhin während der Zuckerrohrernte Zuckerrohr gekaut.
Aus Zuckerrohr kann ein Wachs hergestellt werden, aus dem Policosanol in reiner Form gewonnen werden kann. Sowohl Zuckerrohrwachs als auch Policosanol werden industriell hergestellt.
Die Zuckerrohrfasern (Blätter) werden, als Alternative zu Holzfasern, zur Herstellung von Papier oder Faserformteilen (ähnlich wie Eierkartons) eingesetzt. Abnehmer sind auch Spanplattenwerke, die Faserplatten herstellen, die zum Beispiel in der Möbelbranche verbaut werden.